# Kleopatra II.
Kleopatra II. Filometora Soteira (grško starogrško Κλεοπάτρα, Kleopátra) je bila od leta 175 pr. n. št. do 116 pr. n. št.  skupaj z bratoma/možema in hčerko sovladarka in od leta 131 pr. n. št. do 127 pr. n. št. samostojna vladarka Starega Egipta,  * okoli 185 pr. n. št., † 116 pr. n. št.

## Življenje

### Mladost
Kleopatra II. je bila hčerka Ptolemaja V. Epifana in zelo verjetno Kleopatre I., sestra Ptolemaja VI. Filometorja in Ptolemaja VIII. Evergeta. Kasneje je bila žena obeh svojih bratov.

### Prvo sovladanje
Kleopatra II. se je po smrti svoje matere leta 176 pr. n. št. naslednje leto  poročila s svoji bratom Ptolemajem VI. V kraljestvu je v letih 171-164 pr. n. št. razen njiju kot sovladar vladal njun brat Ptolemaj VIII.
Okoli leta 169 pr. n. št. je Egipt napadel Antioh IV. Sirski. Ptolemaj VI. je pred Aleksandrijo prestopil na njegovo stran in bil v Memfisu kronan za egipčanskega kralja. Vladal je skupaj s Kleopatro II. Leta 164 pr. n. št. ju je Ptolemaj VIII. odstavil in zavladal kot samostojen vladar. Naslednje leto sta na prestol ponovno prišla Ptolemaj VI. in Kleopatra II.

### Drugo sovladanje
Kleopatra se je leta 145 pr. n. št. poročila s svojim drugim bratom, Ptolemajem VIII. Ptolemaj VIII. se je leta 142 pr. n. št. ločil in za svojo ženo vzel Kleopatrino mlajšo hčerko in svojo nečakinjo  Kleopatro III.

### Samostojna vladarica
Kleopatra II. je leta 131 pr. n. št. vodila upor proti Ptolemaju III. in njega in Kleopatro III. pregnala iz Egipta.  Ptolemaj VIII. je zatem umoril svojega pastorka Ptolemaja in sina Ptolemaja Memfiškega. Svojega sina je razkosal in njegovo glavo, roke in noge poslal Kleopatri II. v Aleksandrijo kot rojstnodnevno darilo.
Kleopatra II. je kot samostojna vladarica vladala od 130 pr. n. št. do 127 pr. n. št., ko je bila prisiljena na beg v Sirijo. V Siriji se je pridružila svoji hčerki Kleopatri Tei in njenemu zetu Demetriju II. Nikatorju.

### Tretje sovladanje
Leta 124 pr. n. št. je bila javno razglašena sprava med Kleopatro II. in Ptolemajem VIII. Kleopatra II. je po vrnitvi v Egipt skupaj z bratom in hčerko vladala do leta 116 pr. n. št., ko je Ptolemaj VIII. umrl in kraljestvo prepustil Kleopatri III. Kleopatra II. je kmalu zatem umrla.

## Otroci
S Ptolemajem VI. je imela najmanj štiri otroke:
- Ptolemaja Evpatorja, rojenega 166 pr. n. št., ki je bil nekaj časa sovladar s svojim očetom, vendar je že v otroštvu okoli leta  152  pr. n. št. umrl.
- Kleopatro Teo, rojeno okoli 164 pr. n. št., poročeno z Aleksandrom Balasom, Demetrijem II. Nikatorjem  in  Antiohom VII. Sidetom. Okoli leta 120 pr. n. št. jo je umoril sin.
- Berenika, rojena med 163 in 160 pr. n. št. Umrla je v otroštvu okoli leta 150 pr. n. št.
- Kleopatra III., rojena med 160 in 155 pr. n. št. Poročena s svojim stricem Ptolemajem VIII.
- Ptolemaj  (D), rojen okoli 152 pr. n. št. Leta 130 pr. n. št. ga je umoril Ptolemaj VIII.

S Ptolemajem VIII. je imela nejmanj enega otroka:
- Ptolemaja Memfiškega, rojenega med  144  in  142 pr. n. št.  Leta 130 pr. n. št. ga je umoril njegov oče. Ptolemaj  Memfiški bi lahko bil istoveten s Ptolemajem VII. Neo Filopatorjem, vendar istovetnost ni soglasno sprejeta.ž